# Deep Fritz
Deep Fritz es la versión especial para multiprocesador del programa de ajedrez Fritz, desarrollado por Frans Morsch y Mathias Feist y publicado por ChessBase.
A raíz de la creación de los procesadores de dos núcleos, la capacidad de análisis se incrementa ligeramente según el procesador, pero no era proporcional al incremento de velocidad. Por tanto procuraron desarrollar un programa más especializado que pudiera administrar más eficientemente los recursos del procesador y lograr mejor rendimiento en el juego de la computadora.
La diferencia entre esta versión ¨deep¨ y la normal, es la configuración para poder administrar mejor los recursos de análisis del procesador de dos núcleos, que permiten un análisis más profundo ¨Deep¨ de ahí viene el nombre. No hay mucho cambio en los valores heurísticos de la programación, excepto pequeños detalles relacionados con la cantidad de análisis. Las versiones ¨Deep¨ son motores de análisis más fuertes que sus homólogos normales. 
En octubre del año 2002, una versión de Deep Fritz compitió contra el gran maestro Vladímir Krámnik en un duelo de ocho partidas en Bahrain. Deep Fritz operaba en un Compaq de 8 procesadores, calculando 6 millones de posiciones por segundo. Finalmente acabaron empatados 4-4, con dos victorias cada uno y cuatro empates.
En noviembre del 2003, una versión de Deep Fritz jugó en software 3D, denominándose X3D Fritz, y con ese nombre jugó cuatro partidas contra Kaspárov, el encuentro acabó en empate con una victoria de cada uno y dos empates.
El 25 de noviembre de 2006 comenzó un nuevo duelo entre Deep Fritz y Vladímir Krámnik. El 5 de diciembre de 2006, Deep Fritz resulta ganador tras rendirse Kramnik, siendo el resultado final de 4 a 2 a favor de la máquina. 
En este duelo se ofrecía un premio de un millón de dólares si Kramnik ganaba, la mitad si perdía (como así fue).
Los resultados fueron:
- Partida 1, 25.11.06, Tablas
- Partida 2, 27.11.06, Deep Fritz Gana
- Partida 3, 29.11.06, Tablas
- Partida 4 1.12.06, Tablas
- Partida 5 3.12.06, Tablas
- Partida 6 5.12.06, Deep Fritz Gana